# Discografia de Panic! at the Disco
A discografia da banda Panic! at the Disco começa com seu álbum de estreia A Fever You Can't Sweat Out, lançado em 2005, que chegou à posição nº 13 na Billboard 200 e vendeu 2,2 milhões de cópias. Seu segundo álbum, Pretty. Odd., foi lançado em 25 de Março de 2008 e estreou na posição nº 2 nos Estados Unidos, vendendo 145.000 cópias na semana de lançamento.

## Álbuns

### Álbuns de estúdio
| Álbum                               | Detalhes | Melhores posições | Melhores posições | Melhores posições | Melhores posições | Melhores posições | Melhores posições | Melhores posições | Melhores posições | Melhores posições | Vendas                                                                 | Certificações                                                  |
| Álbum                               | Detalhes | EUA               | AUS               | AUT               | CAN               | HOL               | NZ                | SUE               | SUI               | UK                | Vendas                                                                 | Certificações                                                  |
| ----------------------------------- | --- | ----------------- | ----------------- | ----------------- | ----------------- | ----------------- | ----------------- | ----------------- | ----------------- | ----------------- | ---------------------------------------------------------------------- | -------------------------------------------------------------- |
| A Fever You Can't Sweat Out         | - Lançamento: 27 de setembro de 2005 - Formatos: CD, LP, download digital - Gravadoras: Decaydance Records, Fueled by Ramen | 13                | 11                | 37                | —                 | 41                | 7                 | 26                | 63                | 17                | - : 3.500.000 - : 2.000.000 (dados de 2015) - : 25.000 (dados de 2013) | - : 2× Platina - : Platina - : Platina - : Platina - : Platina |
| Pretty. Odd.                        | - Lançamento: 25 de março de 2008 - Formatos: CD, LP, download digital - Gravadoras: Decaydance Records, Fueled by Ramen    | 2                 | 1                 | 5                 | 2                 | 41                | 5                 | 35                | 71                | 2                 | - : 1.500.000 - : 500.000 (dados de 2016) - : 10.000 (dados de 2013)   | - : Ouro - : Ouro                                              |
| Vices and Virtues                   | - Lançamento: 22 de março de 2011 - Formatos: CD, LP, download digital - Gravadoras: Decaydance Records, Fueled by Ramen    | 7                 | 6                 | 51                | 17                | 76                | 21                | —                 | 90                | 29                | - : 500.000 (dados de 2016)                                            | - : Ouro - : Prata                                             |
| Too Weird to Live, Too Rare to Die! | - Lançamento: 8 de outubro de 2013 - Formatos: CD, LP, download digital - Gravadoras: Decaydance Records, Fueled by Ramen   | 2                 | 26                | 70                | 8                 | 77                | 15                | —                 | —                 | 10                | - : 500.000 (dados de 2016) - : 100.000 - : 5.000 (dados de 2013)      | - : Ouro - : Ouro - : Ouro                                     |
| Death of a Bachelor                 | - Lançamento: 15 de janeiro de 2016 - Formatos: CD, download digital - Gravadoras: Decaydance Records, Fueled by Ramen      | 1                 | 3                 | 15                | 3                 | 14                | 4                 | 27                | 41                | 4                 | - : 2.000.000 - : 1.000.000 (dados de 2017) - : 100.000                | - : Platina - : Ouro - : Ouro                                  |
| Pray for the Wicked                 | - Lançamento: 22 de junho de 2018 - Formatos: CD, download digital - Gravadoras: Decaydance Records, Fueled by Ramen        | 1                 | 1                 | 3                 | 1                 | 6                 | 2                 | 27                | 13                | 2                 | - : 250.000 - : 75.000                                                 | - : Prata                                                      |

### Álbuns ao vivo
| Álbum                           | Detalhes |
| ------------------------------- | --- |
| Live Session (iTunes Exclusive) | - Lançamento: 30 de junho de 2006 - Tipo: download digital - Gravadoras: Decaydance Records, Fueled by Ramen           |
| ...Live in Chicago              | - Lançamento: 2 de dezembro de 2008 - Tipo: CD/DVD, download digital - Gravadoras: Decaydance Records, Fueled by Ramen |
| iTunes Live - EP                | - Lançamento: 27 de setembro de 2011 - Tipo: download digital - Gravadoras: Decaydance Records, Fueled by Ramen        |

### Extended plays (EP)
| Álbum       | Detalhes                                                                                                   |
| ----------- | --- |
| Nicotine EP | - Lançamento: 6 de maio de 2014 - Tipo: download digital - Gravadoras: Decaydance Records, Fueled by Ramen |

### Coletâneas
| Álbum                             | Detalhes |
| --------------------------------- | --- |
| Introducing... Panic at the Disco | - Lançamento: 19 de maio de 2008 - Tipo: download digital - Gravadoras: Decaydance Records, Fueled by Ramen |

## Singles

### Como artista principal
| "The Only Difference Between Martyrdom and Suicide Is Press Coverage"                   | 2005 | 77  | 5  | —  | —   | —  | —  | —   | —  | —  | —  | - : Ouro                                   | A Fever You Can't Sweat Out         |
| "I Write Sins Not Tragedies"                                                            | 2006 | 7   | 12 | 66 | 12  | —  | 45 | 25  | 5  | 50 | 16 | - : 4× Platina - : Ouro - : Platina        | A Fever You Can't Sweat Out         |
| "But It's Better If You Do"                                                             | 2006 | 104 | —  | —  | 15  | —  | 89 | 23  | —  | 10 | —  | - : Ouro                                   | A Fever You Can't Sweat Out         |
| "Lying Is the Most Fun a Girl Can Have Without Taking Her Clothes Off"                  | 2006 | 104 | 28 | 26 | —   | —  | —  | —   | —  | 33 | —  | - : Platina                                | A Fever You Can't Sweat Out         |
| "Build God, Then We'll Talk"                                                            | 2007 | —   | —  | —  | —   | —  | —  | —   | —  | —  | —  | - : Ouro                                   | A Fever You Can't Sweat Out         |
| "Nine in the Afternoon"                                                                 | 2008 | 51  | 8  | —  | 19  | 48 | 86 | 13  | 39 | 33 | 13 | - : 2× Platina - : Ouro - : Prata - : Ouro | Pretty. Odd.                        |
| "Mad as Rabbits"                                                                        | 2008 | —   | —  | —  | —   | —  | —  | —   | —  | —  | —  |                                            | Pretty. Odd.                        |
| "That Green Gentleman (Things Have Changed)"                                            | 2008 | —   | —  | —  | —   | —  | —  | 96  | —  | —  | —  |                                            | Pretty. Odd.                        |
| "Northern Downpour"                                                                     | 2008 | —   | —  | —  | —   | —  | —  | —   | —  | —  | —  |                                            | Pretty. Odd.                        |
| "New Perspective"                                                                       | 2009 | 104 | —  | —  | 69  | 78 | —  | —   | —  | —  | —  |                                            | Jennifer's Body                     |
| "The Ballad of Mona Lisa"                                                               | 2011 | 89  | 24 | 21 | —   | —  | —  | —   | —  | —  | 43 | - : Platina - : Ouro - : Prata             | Vices & Virtues                     |
| "C'mon" (com fun.)                                                                      | 2011 | —   | —  | —  | —   | —  | —  | —   | —  | —  | —  |                                            | —                                   |
| "Ready to Go (Get Me Out of My Mind)"                                                   | 2011 | —   | —  | 69 | —   | —  | —  | —   | —  | —  | —  |                                            | Vices & Virtues                     |
| "Let's Kill Tonight"                                                                    | 2012 | —   | —  | —  | —   | —  | —  | —   | —  | —  | —  |                                            | Vices & Virtues                     |
| "Miss Jackson" (part. LOLO)                                                             | 2013 | 68  | 7  | —  | —   | 73 | —  | 61  | —  | —  | —  | - : Platina - : Ouro                       | Too Weird to Live, Too Rare to Die! |
| "This Is Gospel"                                                                        | 2013 | 87  | 25 | —  | —   | 95 | —  | 179 | —  | —  | —  | - : Platina - : Ouro - : Prata             | Too Weird to Live, Too Rare to Die! |
| "Nicotine"                                                                              | 2014 | —   | —  | —  | —   | —  | —  | —   | —  | —  | —  |                                            | Too Weird to Live, Too Rare to Die! |
| "Girls/Girls/Boys"                                                                      | 2014 | —   | —  | —  | —   | —  | —  | —   | —  | —  | —  | - : Ouro                                   | Too Weird to Live, Too Rare to Die! |
| "Hallelujah"                                                                            | 2015 | 40  | 11 | —  | —   | 72 | —  | 81  | —  | —  | —  | - : Ouro - : Ouro                          | Death of a Bachelor                 |
| "Victorious"                                                                            | 2015 | 89  | 31 | —  | —   | —  | —  | 194 | —  | —  | —  | - : Platina - : Ouro                       | Death of a Bachelor                 |
| "Emperor's New Clothes"                                                                 | 2015 | 68  | —  | —  | 116 | —  | —  | 88  | —  | —  | —  | - : Platina - : Ouro - : Prata             | Death of a Bachelor                 |
| "Death of a Bachelor"                                                                   | 2016 | 92  | —  | —  | —   | —  | —  | —   | —  | —  | —  | - : Platina - : Ouro                       | Death of a Bachelor                 |
| "Say Amen (Saturday Night)"                                                             | 2018 | 60  | 1  | —  | 90  | —  | —  | 48  | —  | —  | —  |                                            | Pray for the Wicked                 |
| "High Hopes"                                                                            | 2018 | 5   | 1  | 6  | 7   | 22 | 70 | 12  | 13 | 16 | —  | - : Platina - : Platina - : Ouro - : Prata | Pray for the Wicked                 |
| "—" denota singles que não entraram nas paradas musicais ou não foram lançados no país. |      |     |    |    |     |    |    |     |    |    |    |                                            |                                     |

### Como artista convidado
| Canção                                                                                         | Ano  | Melhores posições | Melhores posições | Melhores posições | Melhores posições | Álbum                     |
| Canção                                                                                         | Ano  | AUT Digital       | EUA EDM           | EUA Pop Digital   | EUA Rap Digital   | Álbum                     |
| ---------------------------------------------------------------------------------------------- | ---- | ----------------- | ----------------- | ----------------- | ----------------- | ------------------------- |
| "Open Happiness" (por Brendon Urie, Cee Lo Green, Janelle Monáe, Patrick Stump & Travie McCoy) | 2009 | 8                 | —                 | —                 | —                 | —                         |
| "Keep On Keeping On" (Travie McCoy com participação de Brendon Urie)                           | 2014 | —                 | —                 | 39                | 21                | Rough Waters              |
| "Love in the Middle of a Firefight" (Dillon Francis com participação de Brendon Urie)          | 2014 | —                 | 45                | —                 | —                 | Money Sucks, Friends Rule |
| "ME!" (Taylor Swift com participação de Brendon Urie)                                          | 2019 | 7                 | 2                 | 1                 | —                 | Lover                     |

## Videografia

### Álbuns de vídeo
| Álbum                                                        | Detalhes |
| ------------------------------------------------------------ | --- |
| ...Live in Chicago                                           | - Lançamento: 2 de dezembro de 2008 - Tipo: CD/DVD, download digital - Gravadoras: Decaydance Records, Fueled by Ramen |
| Panic! At the Disco Video Catalog                            | - Lançamento: 1 de março de 2011 - Tipo: download digital - Gravadoras: Decaydance Records, Fueled by Ramen            |
| All My Friends We're Glorious: Death of a Bachelor Tour Live | ● Lançamento: 15 De Dezembro De 2017 ● Tipo: Vinyl Limitado ● Gravadoras: Fueled By Ramen                              |

### Videoclipes
| Canção                                                                 | Ano  | Diretor                             |
| ---------------------------------------------------------------------- | ---- | ----------------------------------- |
| "I Write Sins Not Tragedies"                                           | 2006 | Shane Drake                         |
| "But It's Better If You Do"                                            | 2006 | Shane Drake                         |
| "Lying Is the Most Fun a Girl Can Have Without Taking Her Clothes Off" | 2006 | Travis Kopach                       |
| "London Beckoned Songs About Money Written by Machines"                | 2006 | Vídeo ao vivo                       |
| "Build God, Then We'll Talk"                                           | 2007 |                                     |
| "Nine in the Afternoon"                                                | 2008 | Shane Drake                         |
| "Mad as Rabbits"                                                       | 2008 | Shane Valdés                        |
| "That Green Gentleman (Things Have Changed)"                           | 2008 | Alan Ferguson                       |
| "Northern Downpour"                                                    | 2008 | Behn Fannin                         |
| "It's Almost Halloween"                                                | 2008 |                                     |
| "New Perspective"                                                      | 2009 | Kai Regan                           |
| "The Ballad of Mona Lisa"                                              | 2011 | Shane Drake                         |
| "The Overture"                                                         | 2011 | Shane Drake                         |
| "Ready to Go (Get Me Out of My Mind)"                                  | 2011 | Shane Drake                         |
| "Let's Kill Tonight"                                                   | 2011 | Shane Drake                         |
| "Miss Jackson" (feat. LOLO)                                            | 2013 | Jordan Bahat                        |
| "This is Gospel"                                                       | 2013 | Daniel Cloud Campos                 |
| "Girls/Girls/Boys"                                                     | 2013 | DJay Brawner                        |
| "Nicotine"                                                             | 2014 | Kai Regan                           |
| "This is Gospel" (Piano Version)                                       | 2014 | SCANTRON & Mel Soria                |
| "Hallelujah"                                                           | 2015 | NORTON                              |
| "Emperor's New Clothes"                                                | 2015 | Daniel Cloud Campos                 |
| "Victorious"                                                           | 2015 | Brandon Dermer                      |
| "Death Of A Bachelor"                                                  | 2015 | SCANTRON & Mel Soria                |
| "Don't Threaten Me with a Good Time"                                   | 2016 | Tim Hendrix                         |
| "LA Devotee"                                                           | 2016 | SCANTRON & Mel Soria                |
| "Say Amem (Saturday Night)"                                            | 2018 | Daniel Cloud Campos & Spencer Susse |
| "Hey Look Ma, I Made It"                                               | 2018 | Brandon Dermer                      |
| "High Hopes"                                                           | 2018 | Brendan Walter & Mel Soria          |
| "Viva Las Vengeance"                                                   | 2022 | Brendan Walter                      |